# Partito Comunista Rivoluzionario

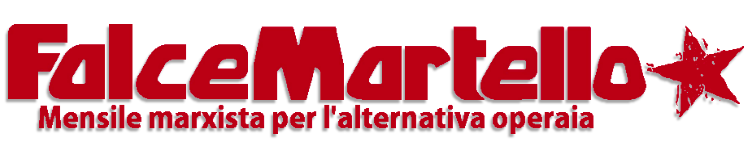
Testata web di FalceMartello

Il Partito Comunista Rivoluzionario (PCR) è un partito politico comunista trotskista, sezione italiana dell'Internazionale Comunista Rivoluzionaria, fondato nel 2024.

## Nome e identità
L'organizzazione e le posizioni politiche del PCR hanno una continuità che risale agli anni Ottanta. Fino al 2014 questo gruppo era noto come FalceMartello (FM), lo stesso nome del suo mensile e oggi della sua rivista teorica.
Il primo numero di FalceMartello è uscito nel settembre 1986 come giornalino della Federazione Giovanile Comunista Italiana (FGCI) di Ferrara poco prima che i suoi militanti fossero espulsi dal Partito Comunista Italiano (PCI). È esistita in Italia negli anni sessanta un'altra rivista con la testata Falcemartello e pure con posizioni politiche vicine al trotskismo, i cui sostenitori furono espulsi dal PCI nel 1966, che non ha tuttavia alcun legame con quella fondata negli anni ottanta e con il PCR.
Dopo lo scioglimento del PCI questo gruppo ha costituito per diversi anni una componente dell'area trotskista del Partito della Rifondazione Comunista (PRC) su posizioni più radicali rispetto alla linea nazionale del partito e della sua organizzazione giovanile (si autodefiniva «la tendenza marxista nel PRC»). All'inizio del 2016 è uscito ufficialmente dal PRC.
Nel 2014 il gruppo aveva cambiato la sua caratterizzazione, presentandosi come un movimento politico autonomo col nome Sinistra Classe Rivoluzione (SCR), il cui organo ufficiale era il mensile Rivoluzione. Nel 2024, in linea con la fondazione di altri partiti comunisti rivoluzionari da parte di diverse sezioni dell'Internazionale Comunista Rivoluzionaria, SCR ha assunto l'identità di Partito Comunista Rivoluzionario.

## Storia

### Anni ottanta
Se il primo numero del periodico FalceMartello esce nel 1986, le origini di questa rivista risalgono al 1983 quando alcuni giovani del circolo Lombardi della FGCI di Ferrara entrano in contatto con due militanti della tendenza internazionale guidata da Ted Grant. FalceMartello sarà il nome del giornalino di questo circolo. Tra le sue prime campagne quella del 1984-1985 in solidarietà con la lotta sindacale dei minatori della Gran Bretagna contro il governo di Margaret Thatcher. I suoi diffusori e sostenitori vengono presto espulsi dal PCI per i palesi rapporti intrattenuti col gruppo trotskista britannico del Militant e per le critiche rivolte alla linea eurocomunista del partito. Anche i militanti che vengono espulsi continuano tuttavia a considerarsi membri del PCI verso cui il giornale mantiene un forte orientamento, dichiarandosi organo de «i marxisti del PCI».
Nel movimento studentesco del 1989 (preludio alle lotte universitarie della Pantera del 1990) si dedica alla promozione e allo sviluppo del Sindacato degli Studenti a partire dai licei e dagli istituti tecnici milanesi.

### Anni novanta
Nonostante non avesse posizioni che si possano definire filosovietiche la caduta del muro di Berlino e in seguito il crollo dell'Unione Sovietica, di concerto con una grave crisi interna che colpisce i suoi sodali britannici del Militant, rallentano lo sviluppo del gruppo.
Sciolto il PCI, il gruppo rimane in parte all'interno del partito nato dalle ceneri della Bolognina, il Partito Democratico della Sinistra, ma subito dopo si orienta al PRC. Nel dibattito interno della nuova forza politica il gruppo si colloca nell'ala sinistra insieme ai gruppi raccolti attorno alle riviste Proposta per la Rifondazione Comunista e Bandiera Rossa, le cui figure di spicco sono rispettivamente Marco Ferrando e Livio Maitan. Insieme a questo raggruppamento conduce battaglie congressuali contro la maggioranza congressuale del PRC (Garavini-Cossutta prima e Bertinotti-Cossutta poi).
L'esperienza del Sindacato degli Studenti, che si ispirava esplicitamente all'esperienza del Sindicato de Estudiantes spagnolo (promosso da un gruppo trotskista iberico avente la stessa posizione politica e gli stessi riferimenti internazionali di FalceMartello), sfocia nel 1995 nei Comitati in difesa della Scuola Pubblica che contribuiscono a delineare un profilo fortemente giovanile del gruppo nel corso degli anni novanta.
Nel 1996 FalceMartello si oppone all'appoggio del PRC al primo governo Prodi. Dopo l'uscita dal centro-sinistra e la scissione del Partito dei Comunisti Italiani nel 1998 si ha un rimescolamento di posizioni all'interno del PRC col passaggio della componente di Maitan nella maggioranza bertinottiana del partito. FalceMartello e Proposta restano a questo punto le riviste dell'ala sinistra del partito, che nel 1999 si costituisce in Area programmatica Progetto Comunista.

### Anni duemila
Nel 2001 FalceMartello si separa dall'Area Programmatica Progetto Comunista costituendosi come componente autonoma del PRC. Nel 2002 si svolge il V Congresso del PRC nel quale si confrontano due mozioni contrapposte. FalceMartello appoggia la mozione della sinistra del partito, che raccoglie l'11% dei voti ed è la mozione del rifiuto della ricomposizione dell'alleanza col centro-sinistra, contraria alla linea della non-violenza, che ribadisce la validità del concetto di imperialismo e che si oppone a quello che è considerato come lo scioglimento dell'organizzazione nel movimento no-global. FM presenta tuttavia un insieme di emendamenti a livello nazionale al testo redatto da Marco Ferrando e altri. Gli emendamenti definiscono per la prima volta a livello nazionale i punti di specificità della posizione di FalceMartello: proposta di intervento sindacale nella sola CGIL, posizione del fronte unico delle sinistre, affermazione della debolezza organica del capitalismo italiano, analisi del berlusconismo come opzione reazionaria avanzata da una parte della stessa grande borghesia.
Sempre nel 2002 in seguito alle modifiche statutarie, il PRC inizia ad ammettere la formazione esplicita di componenti (correnti organizzate) e FalceMartello viene registrata come una componente nazionale, avendo ottenuto due posti nel Comitato Politico Nazionale (Alessandro Giardiello e Claudio Bellotti). Lo stesso anno i giovani appartenenti alla componente presentano un documento autonomo (il numero 5) alla II Conferenza Nazionale dei Giovani Comunisti, Giovani Comunisti: disobbedienti o rivoluzionari?, che raccoglie il 7% dei voti e sulle cui posizioni si comincia ad attestare la maggioranza dei Giovani Comunisti in alcune federazioni provinciali.
Il VI Congresso del PRC (2005) è l'occasione per FalceMartello per la presentazione finalmente di una propria mozione congressuale (ancora la numero 5), che porta il titolo Rompere con Prodi, preparare l'alternativa operaia e che ottiene l'1,7% dei voti. Nella III Conferenza Nazionale dei Giovani Comunisti del 2006 invece FalceMartello promuove il quarto documento intitolato Giovani Comunisti: rivoluzionari del XXI secolo (7%).
Dal cambio di secolo sulle pagine di FalceMartello trovano ampio spazio i nuovi movimenti di lotta che si affacciano sulla scena politica mondiale e italiana con le manifestazioni anti-WTO di Seattle e anti-G8 di Genova, con le convulsioni politiche in Venezuela e in tutta l'America Latina, con le lotte sindacali (in particolare quella in difesa dell'articolo 18 dello statuto dei Lavoratori) e contro la guerra in Iraq in Italia, in Europa e nel mondo. Nello sviluppo di queste mobilitazioni FalceMartello vede uno spazio per il rilancio delle idee rivoluzionarie marxiste e per l'applicazione dei suoi metodi organizzativi. Il gruppo gioca in particolare un ruolo nel 2004-2005 nelle lotte sociali nella provincia di Modena, dirigendo di fatto il conflitto sindacale (molto aspro in quella zona del Paese) attorno al rinnovo del contratto dei metalmeccanici e costituendo un comitato di immigrati (soprattutto nordafricani) contro l'espulsione dalle proprie abitazioni dei residenti in un palazzo di un quartiere periferico nella città di Sassuolo, vicenda attorno alla quale si sviluppa un forte contrasto razziale, sociale e politico (la giunta responsabile dell'espulsione è di centrosinistra) che raccoglie una risonanza nazionale. Furono anche alla testa delle lotte sindacali in GKN a Firenze fino alla primavera del 2016, momento in cui i vertici del gruppo fiorentino ruppero con FM, che nel mentre cambiò nome in Sinistra Classe Rivoluzione, per entrate in Sinistra Anticapitalista. 
Con le tre scissioni dal PRC del 2006-2007 (Partito d'Alternativa Comunista, Partito Comunista dei Lavoratori e Sinistra Critica), FalceMartello resta l'unica componente di rilevanza nazionale della sinistra del partito, dove con questa espressione si indicava generalmente quell'ala del PRC che esprimeva una contrarietà di principio agli accordi con i partiti di centro.

### L'entrata nella maggioranza del PRC e la successiva rottura
Nel 2008 si presenta al congresso con un proprio documento (la mozione numero 4), soprannominato «la mozione operaia» e intitolato Una svolta operaia per una nuova Rifondazione comunista che propone tra le altre cose:
- Il rilancio del PRC in opposizione a diverse proposte organizzative definite «di dissoluzione del partito».
- Nessun accordo col PD né a livello nazionale né a livello locale.
- Una focalizzazione sul radicamento operaio del partito.
- Una moralizzazione comunista del partito con proposte come quella che funzionari ed eletti del PRC vivano con uno stipendio da operaio.

La quarta mozione di FalceMartello raccoglie 1.400 voti rappresentando dunque il 3,2% e prevalendo in 47 circoli e in una federazione provinciale. L'esito del congresso non consegna a nessuna mozione la maggioranza assoluta, creando uno scontro molto aspro tra la seconda mozione guidata da Nichi Vendola e la prima che candida Paolo Ferrero segretario nazionale del partito. Nella combattuta assise nazionale del congresso a Chianciano Terme ha un ruolo decisivo schierandosi con la sinistra larga del partito (costituita dunque dalle mozioni 1, 3 e 4) e determinando così la sconfitta dell'area Vendola. Questa inedita combinazione di forze è suggellata dalla presentazione di un documento politico comune intitolato Ricominciamo: una svolta a sinistra.
Per la prima volta nella sua storia questa componente entra così a fare parte della maggioranza del PRC, un ruolo che viene ratificato dalla sua entrata nella Segreteria Nazionale a settembre. La partecipazione di FalceMartello alla segreteria nazionale del PRC è subito basata sull'idea di approfondire la «svolta di Chianciano» del VII Congresso e dandone così un'interpretazione molto radicale. Immediatamente inizia la battaglia contro le alleanze col PD nelle giunte comunali, provinciali e regionali, definite «seconda linea del governismo». Al tempo stesso il ruolo importante di FalceMartello alla testa nei dipartimenti del PRC che si occupano del radicamento sociale e della presenza del partito sui luoghi di lavoro impegna questa tendenza politica in un lavoro di rafforzamento della presenza comunista in alcune fabbriche del Paese. Nelle elezioni europee di giugno il segretario del circolo PRC presso lo stabilimento FIAT di Pomigliano d'Arco, il giovane operaio Mimmo (Domenico) Loffredo, militante di FalceMartello, ottiene quasi ottomila preferenze.
Nel gennaio 2009 Nichi Vendola e la sua corrente promuovono una scissione. Parte dei "vendoliani" non seguono tuttavia il loro capo politico e restano all'interno del partito. Da quel momento inizia un processo di riavvicinamento tra Ferrero e l'ala più moderata (ex vendoliana) del partito, che culmina nell'ingresso di due esponenti di questa corrente nella Segreteria Nazionale alla fine dell'estate. Al tempo stesso si tengono i primi incontri preparatori per la importante tornata di elezioni regionali del 2010, nelle quali FalceMartello prevede che il PRC, ora incluso nella Federazione della Sinistra, stringa accordi con il centrosinistra quasi ovunque. Lo stesso processo federativo con altre forze e associazioni di sinistra viene in questo contesto visto da FalceMartello come una parziale riproposizione dello schema fallimentare de La Sinistra l'Arcobaleno per la limitazione del coinvolgimento della base e la sua subalternità politica nei confronti del PD e dell'Italia dei Valori. Da questa situazione consegue l'uscita di FalceMartello dalla Segreteria Nazionale e il ritorno ad una posizione di dissenso verso la linea nazionale del partito, annunciata da Claudio Bellotti con queste parole: «Poiché io credo al senso di responsabilità, ho il dovere di dire che a questa cosa non credo, e devo essere conseguente. Io non credo che questo gruppo dirigente, con questi assetti e con questa linea politica, possa portare il partito fuori dalla palude nella quale siamo finiti e non sono dunque disposto a farne parte, appunto perché esiste il senso di responsabilità. Se la proposta verrà approvata io quindi non farò parte di questa segreteria, per quanto ci riguarda non sarà una gestione unitaria».
Le prese di posizione di Ferrero a favore di governi tecnici o accordi tecnici o Comitati di Liberazione Nazionale con la partecipazione della sinistra al fianco di Pier Luigi Bersani, Pier Ferdinando Casini e Antonio Di Pietro conferma agli occhi dei militanti di FalceMartello il compimento di una controsvolta verso destra che avrebbe tradito e cancellato il senso della svolta di Chianciano.

### Verso la scissione dal PRC
All'inizio del 2010 si tiene la IV Conferenza Nazionale dei Giovani Comunisti in occasione della quale FalceMartello presenta un documento alternativo intitolato Lottare, occupare, resistere!. Il documento raccoglie il 24,5% dei voti (la maggioranza dei consensi in Lombardia, Basilicata e Trentino-Alto Adige). Anche nell'organizzazione giovanile dunque questa componente rappresenta il principale polo di aggregazione dell'opposizione di sinistra all'interno del PRC.
La distanza tra la linea maggioritaria del PRC e di FalceMartello si acuisce ulteriormente quando si arriva da parte dei dirigenti della Federazione della Sinistra all'elaborazione della tattica della costruzione di un'alleanza democratica con il centro-sinistra per creare una coalizione elettorale (sebbene non di governo) in caso di caduta del quarto governo Berlusconi. Questo conduce alla presentazione da parte del dirigente di FalceMartello Claudio Bellotti di un documento alternativo, molto critico verso questa linea, per il primo congresso della Federazione della Sinistra.
Nel settembre 2011 gli organi dirigenti del PRC avviano il percorso dell'VIII Congresso che si articola in due documenti contrapposti. Il documento 2 si intitola Per il partito di classe e ha come primo firmatario Claudio Bellotti. Viene sottoscritto da 10 membri del Comitato Politico Nazionale del PRC e raccoglie il 12,8% presso i Comitati Politici Federali prima dello svolgimento dei congressi di circolo veri e propri, dove sale al 13,4%. Tra i sottoscrittori del documento sono posti in evidenza quattro membri del Comitato Centrale della FIOM e numerosi delegati sindacali, in particolare metalmeccanici legati alle vertenze FIAT e Fincantieri.
Tra i temi politici principali del documento congressuale si trovano i seguenti:
- Una lettura marxista della crisi economico-finanziaria in corso in quel momento come crisi di sovrapproduzione dovuta al funzionamento intrinseco del capitalismo e la dichiarazione dell'impraticabilità nell'epoca odierna di politiche keynesiane in seguito all'eccesso di debito pubblico e all'orientamento economico liberista prevalente nella classe dominante.
- La descrizione in termini impietosi degli insuccessi della linea del PRC e della Federazione della Sinistra dopo l'abbandono delle posizioni più radicali enunciate durante la svolta di Chianciano, una linea secondo il documento 2 incentrata sull'elettoralismo invece che sul rafforzamento del radicamento operaio del partito.
- Il rifiuto di ogni tipo di collaborazione politica con le forze del "nuovo Ulivo" che compongono il centro-sinistra, incluso il fronte democratico proposto dal documento 1, così come delle ipotesi di riunificazione o confederazione con Sinistra Ecologia Libertà.
- Una proposta di costruzione di un polo autonomo di classe, alternativo anche elettoralmente al centro-sinistra, al centro-destra e al Terzo Polo, a partire dalle lotte sindacali più radicali avvenute in Italia durante la crisi, da alcuni movimenti sociali e politici, da settori del sindacato e dell'estrema sinistra.
- La rivendicazione di un modello di partito di classe che sia nel tipo di organizzazione sia nelle posizioni politiche rivoluzionarie si proponga come punto di riferimento per i lavoratori salariati e ne organizzi la partecipazione alle lotte economiche e ai movimenti anticapitalistici giovanili.

In occasione delle elezioni politiche del 2013 il PRC entra nel cartello elettorale Rivoluzione Civile guidato dall'ex magistrato Antonio Ingroia. FalceMartello esprime il suo sostegno critico alla lista, denunciandone tuttavia il carattere puramente elettorale, la confusione programmatica, la sua distanza dalla necessità della ricostruzione di un partito della classe lavoratrice e il ruolo subordinato della sinistra radicale nella coalizione. I risultati elettorali consegnano un risultato insoddisfacente a Rivoluzione Civile (2,25% alla Camera e l'1,8% al Senato) che non elegge alcun deputato e senatore. La disfatta elettorale apre una fase di stallo all'interno del PRC che 9 mesi dopo apre un nuovo percorso congressuale.

### La nascita di Sinistra Classe Rivoluzione

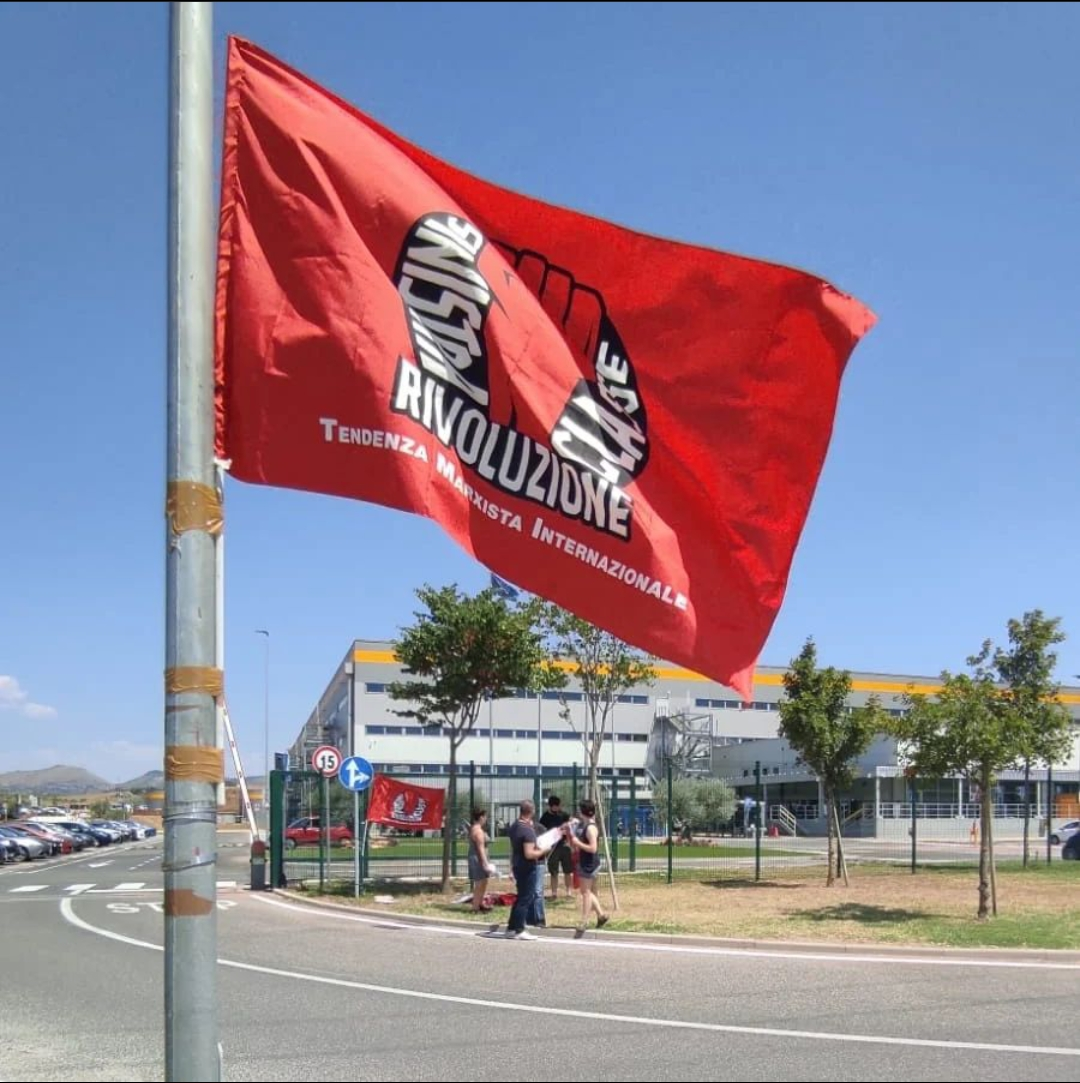
Bandiera di Sinistra Classe Rivoluzione

Al IX congresso del PRC, FalceMartello presenta un suo documento congressuale dal titolo Sinistra, classe, rivoluzione, il cui primo firmatario è Claudio Bellotti. Il nome del documento era già stato utilizzato in un'assemblea tenutasi a Bologna. Il documento è sottoscritto da 17 membri del Comitato Politico Nazionale del partito e sarà sostenuto da 1.001 militanti nei congressi di circolo, attestandosi al 9,49% dei consensi della platea congressuale. 
Nella mozione Sinistra, classe, rivoluzione si sostiene in via di esaurimento l'esperienza del PRC in seguito a una serie troppo lunga di errori politici che rendono improbabile che il partito giochi un ruolo decisivo nella formazione di un futuro partito di classe. Quella del partito di classe resta la prospettiva fondamentale avanzata nella mozione, ma a differenza della precedente tornata congressuale i firmatari sostengono la necessità per l'avanguardia più cosciente dei rivoluzionari presenti nel PRC di organizzarsi autonomamente dal partito stesso per intervenire politicamente nel periodo preparatorio alla formazione di questo partito che ancora non c'è. Si prevede che la formazione di un autentico partito di classe sarebbe avvenuto in un rapporto stretto con lo svilupparsi della lotta di classe e avrebbe contemplato uno scontro ideologico tra correnti riformiste e rivoluzionarie.
La mozione prelude già al lancio del movimento politico omonimo di Sinistra Classe Rivoluzione in una conferenza nazionale che si tiene a Pero dal 6 all'8 dicembre 2014. In seguito al lancio del movimento politico che dichiaratamente non è un partito, ma comunque un'organizzazione politica indipendente, viene lanciato anche un nuovo giornale quindicinale, Rivoluzione, con FalceMartello che diventa la rivista teorica a uscita bimestrale del movimento. Il gruppo studentesco vicino al gruppo (Comitato in difesa della Scuola Pubblica) assume il nome di Sempre in Lotta.
Nel gennaio 2016, in occasione del tortuoso processo di alleanza (poi interrotto nel 2017) tra il PRC e Sinistra Italiana, FalceMartello abbandona ufficialmente il PRC annunciando che i propri militanti non rinnoveranno la tessera del partito.

### La lista Per una Sinistra Rivoluzionaria
Nel 2017 Sinistra Classe Rivoluzione promuove la formazione di un fronte elettorale tra forze della sinistra rivoluzionaria privilegiando i rapporti con le organizzazioni di ispirazione trotskista. Nel dicembre 2017 viene ufficializzata la presentazione per le elezioni politiche del 2018 di una lista comune tra Sinistra Classe Rivoluzione e il Partito Comunista dei Lavoratori dal nome Per una Sinistra Rivoluzionaria con un programma marxista. La lista ottiene 29.176 voti (0,08%) alla Camera e 32.501 voti (0,10%) al Senato non eleggendo alcun rappresentante in Parlamento.
L'esperienza non viene ripetuta nelle elezioni successive, anche se il PCL ripeterà un appello a formare una coalizione simile nel 2022.

### Giornate di Marzo
Al XIX congresso della CGIL il  9 e 10 gennaio del 2022, Sinistra Classe Rivoluzione appoggia il documento "Le Giornate di Marzo" facendo campagna nella CGIL per una scala mobile dei salari, scala che fu abolita nel 1992 in cui il salario si alza insieme all'inflazione, per un Salario minimo, in cui ogni lavoratore assunto ha diritto ad una paga base sancita dalla Legge che, nonostante sia presente in molti paesi europei, non è mai stato attuato in Italia, e contro la riforma delle pensioni nota come legge Fornero. Le giornate di marzo a cui fa riferimento il nome della nuova componente sindacale sono quelle del marzo 2020, quando durante il primo lockdown per la pandemia alcune fabbriche del Nord Italia videro mobilitazioni anche spontanee degli operai e degli impiegati per ottenere misure di sicurezza più stringenti sotto il controllo dei lavoratori.

### "Sei comunista?" e lancio del PCR
In occasione delle elezioni politiche del 2022 SCR dà indicazione di voto per Unione Popolare, coalizione a cui non ha aderito, non nascondendo un appoggio molto critico.
A settembre 2023, SCR, così come le altre sezioni della Tendenza Marxista Internazionale, lancia la campagna "Sei comunista? Allora organizzati", attaccando sticker e manifesti in numerose città e dichiarando di aver ricevuto in questo modo centinaia di adesioni.
Nel congresso di aprile 2024, Sinistra Classe Rivoluzione delibera di lanciare il Partito Comunista Rivoluzionario, che viene fondato il 23 novembre 2024 a Roma. Già la settimana successiva i militanti del PCR sono presenti nelle piazze dello sciopero generale convocato da CGIL e UIL insieme alla componente sindacale Giornate di Marzo, invitando alla "rivolta sociale" contro il governo Meloni e suscitando la preoccupazione di commentatori di destra.

## Posizioni politiche
Le posizioni politiche di questo gruppo si fondano sulle idee di Karl Marx, Friedrich Engels, Vladimir Lenin, Leon Trockij, sull'elaborazione dei primi quattro congressi della Terza Internazionale e su quel ramo della Quarta Internazionale guidato in Gran Bretagna da Ted Grant (che negli anni sessanta e ottanta ha rappresentato con il gruppo Militant attivo nella sinistra del Partito Laburista una delle due forze politiche di tradizione trotskista più significative d'Europa). Le idee caratteristiche di questo gruppo sono le seguenti:
- La difesa della validità della teoria marxista come rielaborata dagli artefici della rivoluzione d'ottobre in contrapposizione sia alle teorie riformiste o comunque di revisione moderata delle idee di Marx ed Engels sia allo stalinismo e a quelle che il gruppo considera sue varianti (maoismo[71][72], togliattismo[73] e titismo[74]).
- La proposta di una strategia politica di carattere rivoluzionario, volta alla trasformazione in senso socialista della società con la formazione di una democrazia operaia[75], anche per quanto riguarda i Paesi a capitalismo avanzato.
- Il rifiuto della collaborazione di classe con forze ritenute espressione della grande borghesia come i partiti di centro e di destra.

- Una forte accentuazione della necessità per i comunisti di costruire un fronte unico delle forze che fanno riferimento al movimento operaio, ivi incluse le organizzazioni socialdemocratiche purché in stretto legame con le lotte sociali e su un programma di rivendicazioni avanzate.[76]
- Il gruppo di FalceMartello dà particolare importanza alle idee tattiche del marxista britannico Ted Grant[77] che ha affermato l'importanza per i trotskisti di costruire un duraturo collegamento con le organizzazioni e i movimenti di massa della classe operaia, quindi coi principali sindacati e partiti di sinistra. In particolare in applicazione di questo principio i militanti di questo gruppo hanno fatto parte prima del PCI, per passare dopo un breve periodo nel Partito Democratico della Sinistra (PDS) nelle file del PRC, collocandosi sempre su posizioni di sinistra all'interno di queste forze.[78] Dal punto di vista sindacale secondo la stessa logica il gruppo si colloca nella sinistra della Confederazione Generale Italiana del Lavoro (CGIL) nell'area Giornate di Marzo (in precedenza con Rete 28 aprile e poi Il Sindacato è un'Altra Cosa), dove conta alcuni esponenti di spicco come Mario Iavazzi nel Direttivo Nazionale della Confederazione e Paolo Brini nel Comitato Centrale della Federazione Impiegati Operai Metallurgici.[79] Queste posizioni riecheggiano in una forma modificata la tattica entrista proposta da Trotsky ai suoi seguaci negli anni Trenta.[80]

## Organizzazione e militanti

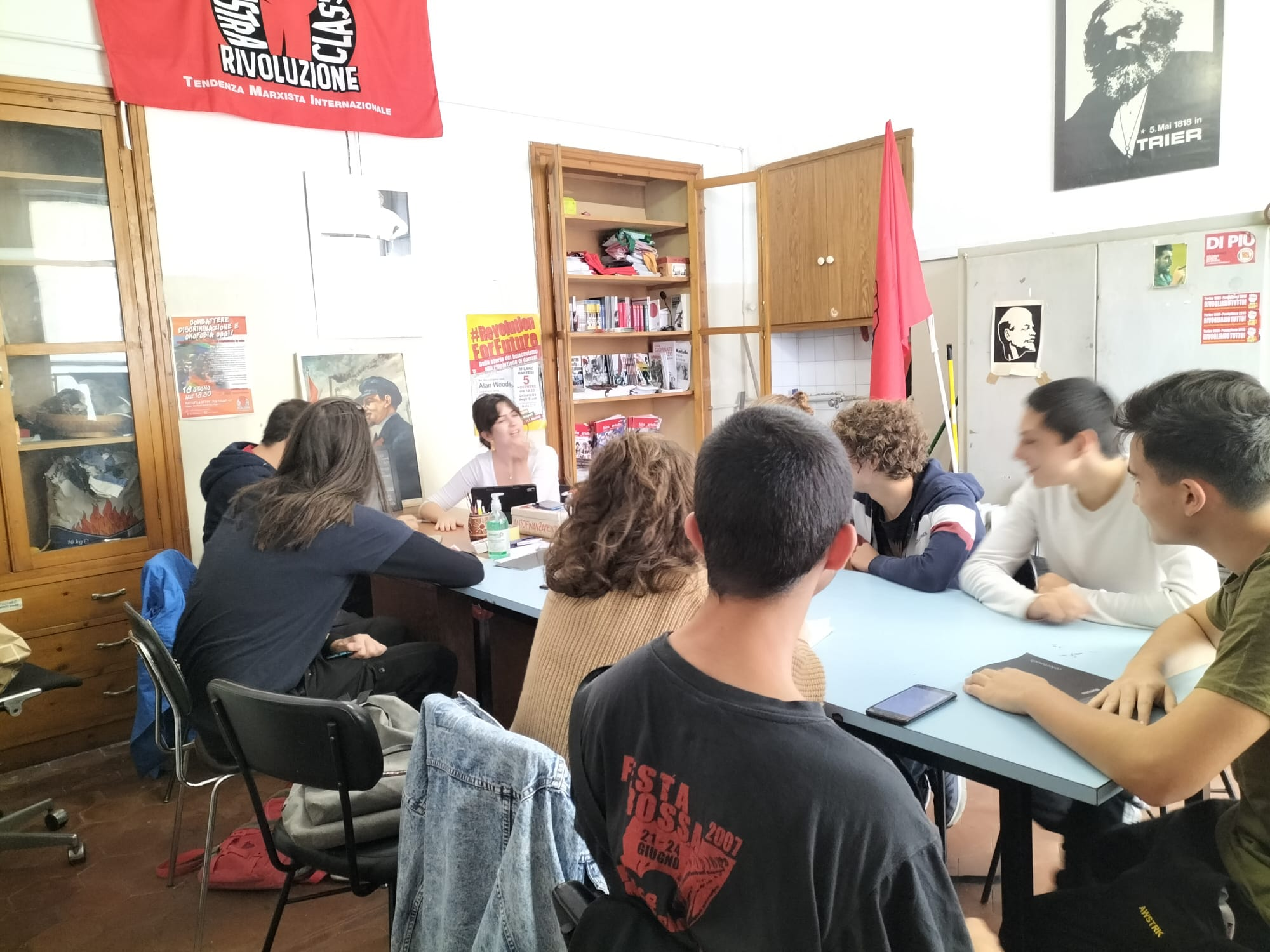
Foto di Militanti di SCR

FalceMartello e dal 2015 Rivoluzione sono diffusi dai suoi sostenitori soprattutto davanti a luoghi di lavoro e scuole, nelle università e nei cortei della sinistra e del sindacato. Diffusori sono presenti in città distribuite su tutto il territorio nazionale, ma i gruppi più significativi sono quelli di Milano, Bologna, Modena, Roma e Napoli. Partecipano spesso a iniziative di rilevanza locale anche i gruppi di Trieste, Pavia e Crema.
La sede nazionale del gruppo si trova a Milano.

## Risultati elettorali
| Elezione                                                 | Elezione | Voti   | %    | Seggi   |
| -------------------------------------------------------- | -------- | ------ | ---- | ------- |
| Politiche 2018a                                          | Camera   | 29 364 | 0,09 | 0 / 630 |
| Politiche 2018a                                          | Senato   | 32 623 | 0,11 | 0 / 315 |
| a Nella lista elettorale Per una Sinistra Rivoluzionaria |          |        |      |         |